# Irina Bugrimova
Irina Nikolaïevna Bougrimova (en russe : Ири́на Никола́евна Бугри́мова), née le13 mars 1910 à Kharkiv et morte le 20 février 2001 à Moscou, est une artiste de cirque, dompteuse de fauves soviétique.

## Biographie

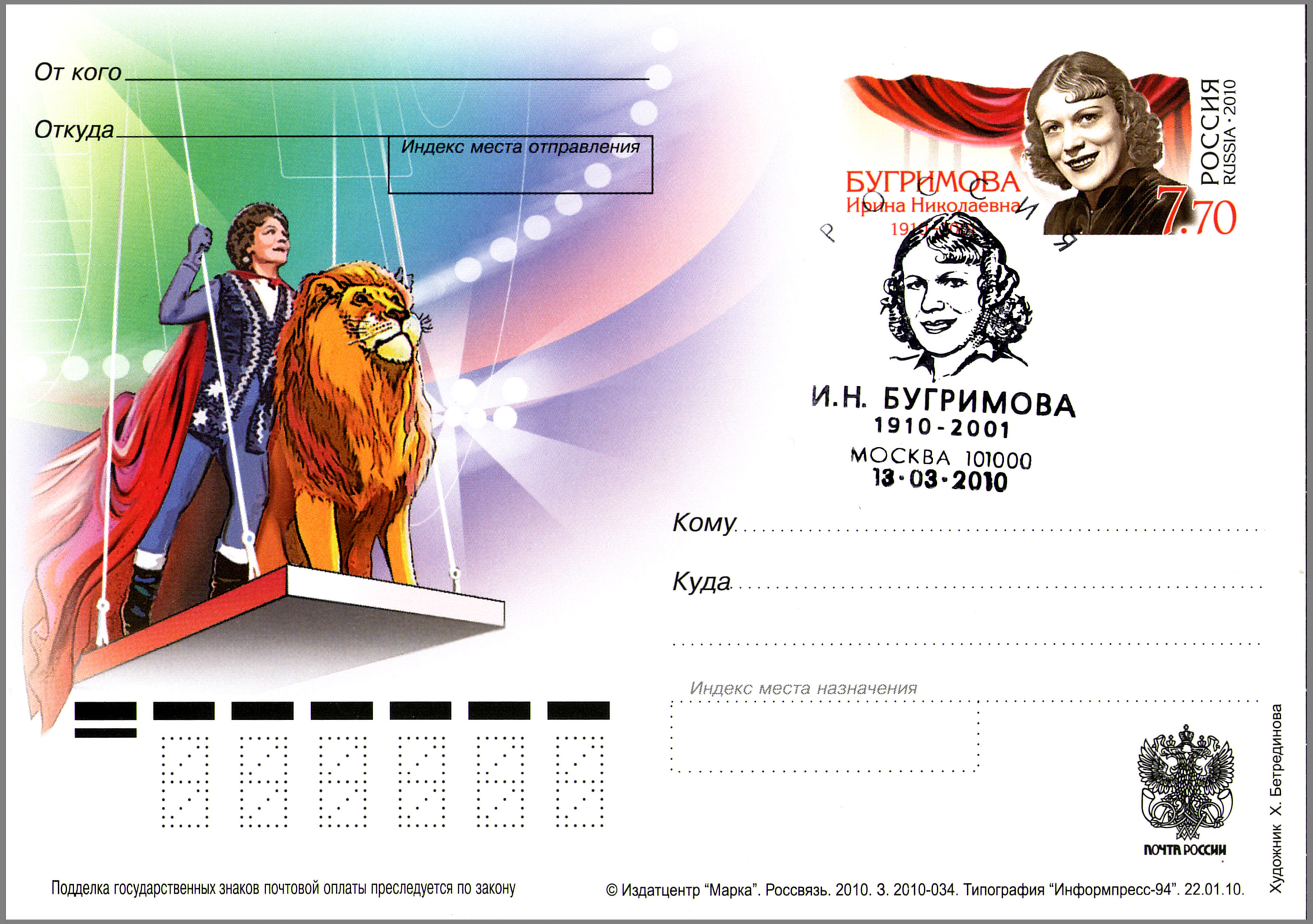
Carte postale-Irina Bugrimova

Née à Kharkiv en Empire russe (aujourd'hui Ukraine), Irina Bougrimova est la cadette de quatre filles d'un père professeur de médecine et vétérinaire et d'une mère aristocratique danseuse classique.
Irina Bougrimova multiplie des activités artistiques et à sensations fortes : elle est d'abord danseuse de ballet, championne de patinage de vitesse, cascadeuse au cinéma, puis pilote de moto.
En 1929, Irina Bugrimova est transférée au Cirque d'État de Moscou. Elle y rencontre son premier mari et développe un numéro de trapèze avec Aleksandr Bouslaïev. Elle y rencontre les dresseurs d'animaux Nikolai Gladilchtchikov et Boris Eder qui lui enseignent le domptage. Son numéro le plus célèbre est  la « balançoire de lion » où elle se balançait au-dessus du ring avec l'un de ses grands félins. Elle joue pendant 45 ans et apprivoise environ 70 lions durant sa carrière dont un lion mâle nommé Caesar avec qui elle travaille durant 23 ans. À partir de son expérience, elle déclare : « Après un certain âge, il y a une période où les lions deviennent extrêmement agressifs et ils ne peuvent plus être entraînés. Il faut donner ces animaux à un zoo et obtenir des animaux plus jeunes pour l'entraînement »
.
Membre du PCUS depuis 1951.
Des félins l'attaquent à plusieurs reprises, mais c'est l'attaque de son lion Nero en 1971 qui met fin à sa carrière. Malgré une jambe grièvement blessée, elle termine le spectacle. Après sa retraite en 1976, elle écrit deux livres sur le cirque et dirige le comité d'examen de l'école de cirque de Moscou. Elle devient également dirigeante de la société russe de protection des animaux. Elle dénonce notamment la domestication des lions de la famille Berberov, dont le mode de vie n'est pas adaptée aux besoins  de ce type de félins. Après l'effondrement de l'URSS, Irina Bugrimova devient une icône. Selon l'agence de presse Tass  à l'occasion de l'hommage son 90e anniversaire, le presse cite "Sa vie est devenue un exemple de courage, d'art et d'industrie pour des générations d'artistes de cirque".
En décembre 1987, elle assiste à l'enterrement de son ancien collègue Nikolai Asanov, ancien directeur du cirque national. Durant son absence, elle est cambriolée à son domicile où ses diamants sont volés. Le KGB chargé de l'enquête remonte à Galina Brejneva (en), fille de Léonid Brejnev et de son amant Boris Bouriatse, surnommé « Boris le Tsigane » arrêté par à l'aéroport avec les bijoux. Par la suite, il a été prouvé qu'ils faisaient sortir clandestinement des bijoux de l'Union soviétique en les dissimulant  avec l'aide des animaux de cirque notamment en cachant des diamants à l'intérieur des oreilles des éléphants,,.
Décédée le 20 février 2001 à Moscou à l'âge de 90 ans, l'artiste est inhumée au cimetière Troïekourovskoïe.